# Открытое образование
Открытое образование — это образование без академических требований к поступлению и обычно предполагается, что обучение проходит онлайн. «Открытое» образование расширяет доступ к обучению, предлагаемому в школах и университетах. Термин «открытый» относится к устранению барьеров, которые могут препятствовать как возможностям, так и признанию участия в учебном процессе, основанном на учебе. Одним из аспектов открытости образования является разработка и внедрение открытых образовательных ресурсов.
Например, институциональная практика, направленная на устранение барьеров для входа, не будет иметь академических требований к поступлению. К таким университетам относятся Открытый университет в Великобритании и Университет Атабаски, Университет Томпсон Риверс, Open Learning в Канаде). Программы дистанционного и электронного обучения, такие как MOOC и OpenCourseWare делают существенный вклад в открытость и доступность образования. Многие открытые учебные заведения предлагают бесплатные схемы сертификации, аккредитованные такими организациями, как UKAS в Великобритании и ANAB в Соединенных Штатах; другие предлагают значок.

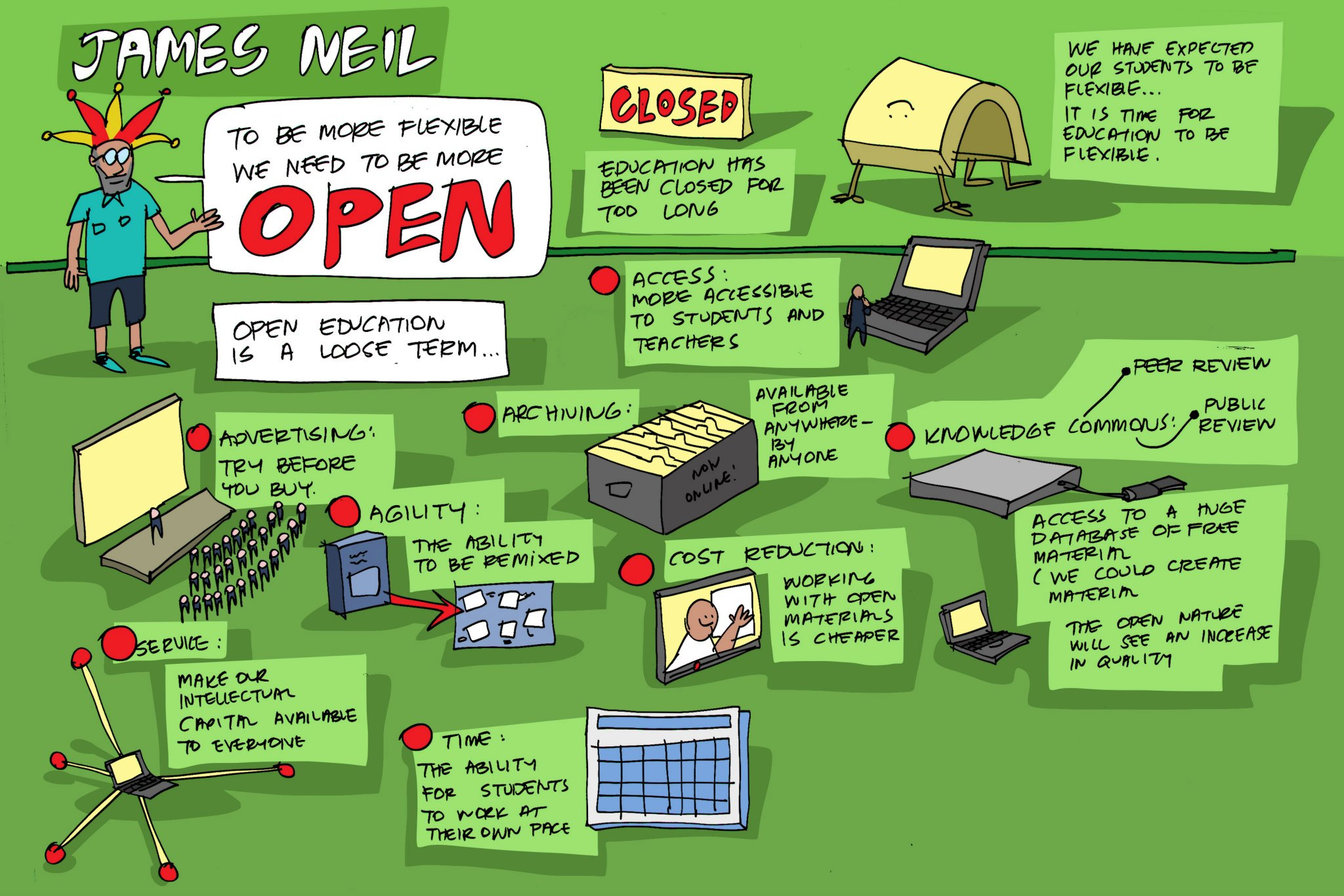
Открытое образование и гибкое обучение

## История
Ещё до того, как компьютер был разработан, исследователи из государственных университетов работали над обучением граждан через программы неформального образования. В начале 1900-х годов были сформированы 4-H клубы, которые обучили молодежь новейшим технологическим достижениям в области сельского хозяйства и правилами ведения домашнего хозяйства. Успех молодежи в использовании «новых» методов ведения сельского хозяйства сподвигнул старшее поколение применять те же методы.
Поскольку идея клуба 4-H распространялась по всей стране, Конгресс принял Закон Смит-Левер, который создал Службу Расширенного Сотрудничества в Департаменте сельского хозяйства Соединенных Штатов. Служба совместного расширения — это партнерство между Министерством сельского хозяйства США, университетами по грантам на землю в каждом штате и округами на всей территории Соединенных Штатов. Благодаря работе Cooperative Extension Services и 4-H люди на всей территории Соединенных Штатов имеют простой и недорогой доступ (к самым последним исследованиям) в университетах без границ, не посещая университетский городок или курсы колледжа. Учебные программы и ресурсы, предлагаемые 4-H и Cooperative Extension Services, встречают людей, где они есть, и предлагают им возможность узнать, что они хотят изучать. Чтобы удовлетворить меняющиеся потребности граждан и использование новых технологий, Cooperative Extension Services создала eXtension, которая обеспечивает научную и непредвзятую информацию по широкому кругу тем для людей посредством использования Интернета.
Возможность совместного использования ресурсов в Интернете, при небольших затратах по сравнению с распространением печатных копий, может способствовать открытому образованию. Ранним примером этого является программа OpenCourseWare, созданная в 2002 году Массачусетским технологическим институтом (MIT), за которой последовали более 200 университетов и организаций. В дальнейшем была заключена Берлинская декларация о свободном доступе к знаниям в области точных и гуманитарных наук. MOOC — это более новая форма развития онлайн-курсов, которая становится все больше внимания с осени 2011 года, за которой следовали ряд программ, не относящихся к сертификатам, включая edX, Coursera и Udacity.

## Философия обучения

Открытое образование и гибкое обучение

Открытое образование мотивировано убеждением, что учащиеся хотят проявить себя в своих исследованиях. В частности, люди, участвующие в процессе обучения, хотят проводить запросы о потенциальных темах обучения, иметь практический образовательный опыт вместо строго ориентированного на учебники образования, брать на себя ответственность за свои решения в плане обучения, испытывать эмоциональную и физическую сторону образования, чтобы понять, как связаны образование и общество.
Эти ученики очень много делают для продвижения обучения. Обучение в групповой среде или участие в группе выгодно каждому учащемуся. Совместная групповая работа имеет существенные преимущества, такие как постоянное участие всех членов группы, лучшее понимание и сохранение материала, овладение навыками и повышенный энтузиазм, который может побудить участника к самостоятельному обучению. Философия открытых учебных центров по обучению студентов заявляет, что учитель становится помощником в процессе обучения. Учителя должны наблюдать, направлять и предоставлять материалы для учащихся. Учителя должны облегчать, а не усложнять, процесс обучения. Открытое образование оптимистично полагает, что свобода выбора и направление учеников будут способствовать повышению качества обучения.
Основы философии обучения открытого образования можно проследить до работы реформатора образования Джона Дьюи и психолога развития Жана Пиаже.

## Используемые технологии
Доступные технологии для открытого образования важны для общей эффективности программы. После того, как были найдены доступные технологии, необходимы соответствующие приложения по технологиям для конкретной онлайн-образовательной программы
Поскольку открытое образование обычно происходит в разное время и в разных местах для большинства людей во всем мире, для повышения эффективности программы необходимо использовать определенные технологии. Эти технологии используются в основном в Интернете и служат для различных целей. Веб-сайты и другое компьютерное обучение могут использоваться для предоставления лекций, оценок и других материалов курса. Предоставляются видеоролики и представлены докладчики, мероприятия класса, дискуссии по темам и интервью с преподавателями. YouTube и iTunes U часто используются для этой цели. Студенты могут взаимодействовать посредством компьютерных конференций со Skype или Google+, электронной почтой, онлайн-исследовательскими группами или аннотациями на сайтах социальных закладок. Другое содержание курса может быть предоставлено через ленты, печать и компакт-диски.

## Недостатки
Существует ряд проблем, связанных с внедрением открытых систем образования, особенно для использования в развивающихся странах. К ним относятся потенциальная нехватка систем административного надзора и обеспечения качества материалов для преподавателей в некоторых программах, ограничения инфраструктуры в развивающихся странах, отсутствие равного доступа к технологиям, необходимых для всестороннего участия учащихся в онлайн-образовательных инициативах, а также вопросы, касающиеся использования материалов, защищенных авторским правом.
С ноября 2022 года многие курсы становятся платными: «В открытом доступе слушателям будет предлагаться только часть содержания курса (первые видеолекции курса): доступное содержание позволит оценить, насколько вам полезен и интересен курс, стоит ли инвестировать в него средства и время. Доступ ко всем материалам курса, прежде всего, к тестовым материалам, возможность пройти экзамен и получить сертификат будут предоставлены после оплаты. Стоимость доступа к курсу и возможности получить сертификат составит 3600 рублей», — поясняется в письме.
Как отмечает в своём Telegram-канале НИЯУ МИФИ, плату за обучение вводят некоторые из университетов на своих курсах. 
«С одной стороны, необходимость выйти на самоокупаемость нам понятна. С другой же стороны... Открытому образованию регулярно платят университеты-организаторы платформы. Теперь платить будут ещё и студенты. Взимание платы также усложнит массовую интеграцию открытого образования в учебные планы университетов», — считают в МИФИ.